# Salignac-sur-Charente
Pour les articles homonymes, voir Salignac.
Salignac-sur-Charente est une commune du sud-ouest de la France située dans le département de la Charente-Maritime (région Nouvelle-Aquitaine).
Ses habitants sont appelés les Salignacais et les Salignacaises.

## Géographie

### Localisation et accès
Cette commune, située dans le canton de Thénac et qui appartient au département de la Charente-Maritime, est limitrophe du département de la Charente dans sa bordure orientale.
Il s'agit d'une commune située dans la vallée de la Charente et également une commune viticole située dans le cru Petite Champagne du cognac.

### Communes limitrophes
|                     | Chérac   | Saint-Laurent-de-Cognac (Charente) |
| Brives-sur-Charente | Salignac | Merpins (Charente)                 |
|                     | Pérignac | Ars (Charente)                     |

### Hydrographie
Cette commune est bordée au nord par la Charente dont elle occupe la rive gauche et la sépare de la commune voisine de Chérac.
À l'est, le Né, affluent de rive gauche de la Charente dont toute la partie aval de son cours est canalisé la sépare de la commune de Merpins qui est située dans le département voisin de la Charente.
Le canal du Né lui sert de délimitation administrative avec le département voisin de la Charente, de même en est-il avec une petite partie du cours du fleuve qui la sépare de la commune voisine de Saint-Laurent-de-Cognac.
À l'ouest, la petite rivière le Gua, qui est également un affluent de rive gauche de la  Charente, la sépare de la commune voisine de Brives-sur-Charente.
Le court Ruisseau des Chintres (3 km) est en partie alimenté par une dérivation du Né, qu'il rejoint juste en amont du pont du Pérat.

## Urbanisme

### Typologie
Au 1er janvier 2024, Salignac-sur-Charente est catégorisée commune rurale à habitat dispersé, selon la nouvelle grille communale de densité à 7 niveaux définie par l'Insee en 2022.
Elle est située hors unité urbaine. Par ailleurs la commune fait partie de l'aire d'attraction de Cognac, dont elle est une commune de la couronne,. Cette aire, qui regroupe 44 communes, est catégorisée dans les aires de 50 000 à moins de 200 000 habitants,.

### Occupation des sols
L'occupation des sols de la commune, telle qu'elle ressort de la base de données européenne d’occupation biophysique des sols Corine Land Cover (CLC), est marquée par l'importance des territoires agricoles (80,6 % en 2018), une proportion sensiblement équivalente à celle de 1990 (81,3 %). La répartition détaillée en 2018 est la suivante : 
terres arables (32,1 %), cultures permanentes (27,7 %), zones agricoles hétérogènes (15,8 %), forêts (15,1 %), prairies (5 %), zones urbanisées (4,3 %). L'évolution de l’occupation des sols de la commune et de ses infrastructures peut être observée sur les différentes représentations cartographiques du territoire : la carte de Cassini (XVIIIe siècle), la carte d'état-major (1820-1866) et les cartes ou photos aériennes de l'IGN pour la période actuelle (1950 à aujourd'hui).

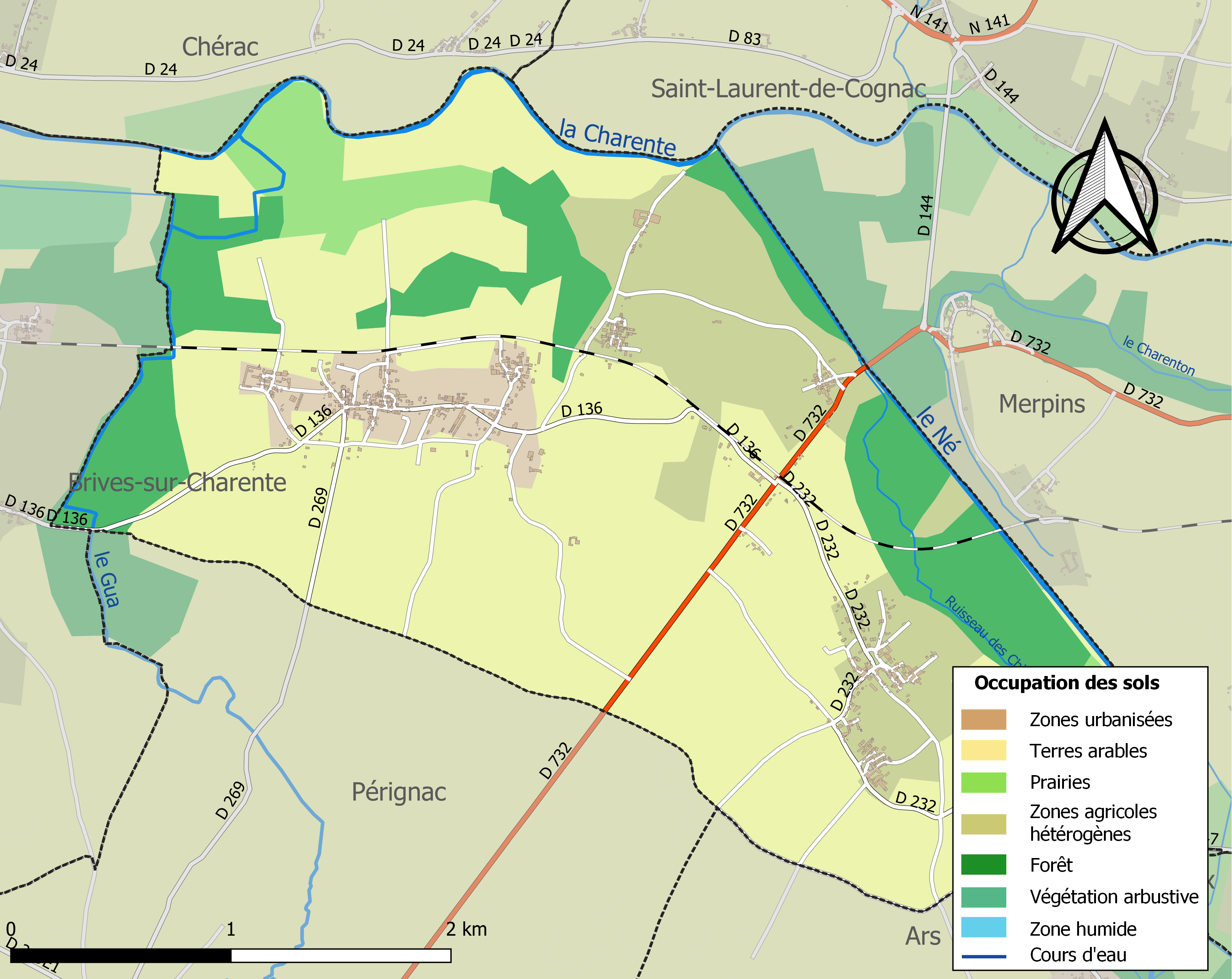
Carte des infrastructures et de l'occupation des sols de la commune en 2018 (CLC).

### Risques majeurs
Le territoire de la commune de Salignac-sur-Charente est vulnérable à différents aléas naturels : météorologiques (tempête, orage, neige, grand froid, canicule ou sécheresse), inondations et séisme (sismicité faible). Il est également exposé à un risque technologique, le transport de matières dangereuses. Un site publié par le BRGM permet d'évaluer simplement et rapidement les risques d'un bien localisé soit par son adresse soit par le numéro de sa parcelle.

#### Risques naturels
La commune fait partie du territoire à risques importants d'inondation (TRI) Saintes-Cognac-Angoulême, regroupant 46 communes concernées par un risque de débordement du fleuve Charente (34 en Charente et 12 en Charente-Maritime), un des 18 TRI qui ont été arrêtés fin 2012 sur le bassin Adour-Garonne. Les événements antérieurs à 2014 les plus significatifs sont les crues de l'hiver 1779, de 1842, de 1859, du 9 décembre 1882 du 19 février 1904, du 10 janvier 1961, de mars-avril 1962, du 24 décembre 1982 et du 8 janvier 1994. Des cartes des surfaces inondables ont été établies pour trois scénarios : fréquent (crue de temps de retour de 10 ans à 30 ans), moyen (temps de retour de 100 ans à 300 ans) et extrême (temps de retour de l'ordre de 1 000 ans, qui met en défaut tout système de protection). La commune a été reconnue en état de catastrophe naturelle au titre des dommages causés par les inondations et coulées de boue survenues en 1982, 1986, 1993, 1999, 2010 et 2021,.

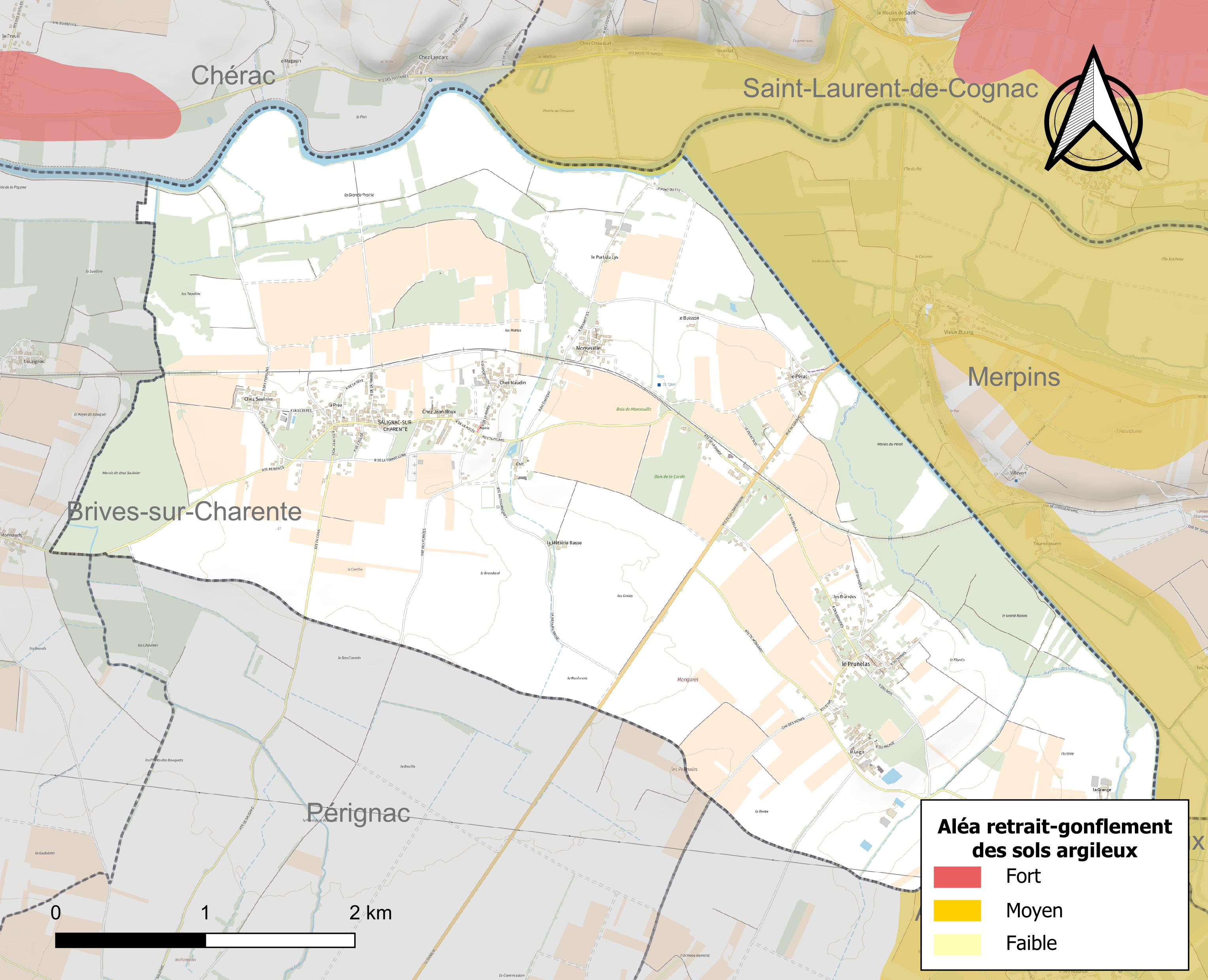
Carte des zones d'aléa retrait-gonflement des sols argileux de Salignac-sur-Charente.

Le retrait-gonflement des sols argileux est susceptible d'engendrer des dommages importants aux bâtiments en cas d’alternance de périodes de sécheresse et de pluie. 0,1 % de la superficie communale est en aléa moyen ou fort (54,2 % au niveau départemental et 48,5 % au niveau national). Sur les 322 bâtiments dénombrés sur la commune en 2019, aucun n'est en aléa moyen ou fort, à comparer aux 57 % au niveau départemental et 54 % au niveau national. Une cartographie de l'exposition du territoire national au retrait gonflement des sols argileux est disponible sur le site du BRGM,.
Par ailleurs, afin de mieux appréhender le risque d’affaissement de terrain, l'inventaire national des cavités souterraines permet de localiser celles situées sur la commune.
Concernant les mouvements de terrains, la commune a été reconnue en état de catastrophe naturelle au titre des dommages causés par la sécheresse en 2005 et par des mouvements de terrain en 1999 et 2010.

#### Risques technologiques
Le risque de transport de matières dangereuses sur la commune est lié à sa traversée par une ou des infrastructures routières ou ferroviaires importantes ou la présence d'une canalisation de transport d'hydrocarbures. Un accident se produisant sur de telles infrastructures est susceptible d’avoir des effets graves sur les biens, les personnes ou l'environnement, selon la nature du matériau transporté. Des dispositions d’urbanisme peuvent être préconisées en conséquence.

## Toponymie
Le nom du village est issu de l'anthroponyme gallo-romain Sallinius, suivi du suffixe -acum.

## Histoire
La commune s'est dissociée de la commune de Pérignac en 1876.
Salignac-sur-Charente s'appelait Salignac-de-Pons jusqu'au 16 mai 1952.

## Administration

### Liste des maires
| Période                                  | Période  | Identité             | Étiquette | Qualité |
| ---------------------------------------- | -------- | -------------------- | --------- | ------- |
| Les données manquantes sont à compléter. |          |                      |           |         |
| 2001                                     | 2014     | Maurice Desbourdes   |           |         |
| 2014                                     | En cours | Jean-Michel Marchais |           | Cadre   |

### Canton
Cette commune fait partie du canton de Thénac depuis mars 2015. Avant cette date, elle dépendait du canton de Pons. Elle appartient à l'arrondissement de Saintes depuis l'année 1800 lors du découpage administratif sous le Consulat.

### Intercommunalité
La commune fait partie de la communauté de communes de la Région de Pons dont le siège administratif est fixé à Pons et du Pays de Haute-Saintonge dont le siège administratif est situé à Jonzac.

## Démographie

### Évolution démographique
L'évolution du nombre d'habitants est connue à travers les recensements de la population effectués dans la commune depuis 1876. Pour les communes de moins de 10 000 habitants, une enquête de recensement portant sur toute la population est réalisée tous les cinq ans, les populations de référence des années intermédiaires étant quant à elles estimées par interpolation ou extrapolation. Pour la commune, le premier recensement exhaustif entrant dans le cadre du nouveau dispositif a été réalisé en 2006.

En 2022, la commune comptait 609 habitants, en évolution de +0,5 % par rapport à 2016 (Charente-Maritime : +4,04 %, France hors Mayotte : +2,11 %).
| 1876 | 1881 | 1886 | 1891 | 1896 | 1901 | 1906 | 1911 | 1921 |
| ---- | ---- | ---- | ---- | ---- | ---- | ---- | ---- | ---- |
| 743  | 697  | 693  | 691  | 731  | 718  | 673  | 652  | 587  |

| 1926 | 1931 | 1936 | 1946 | 1954 | 1962 | 1968 | 1975 | 1982 |
| ---- | ---- | ---- | ---- | ---- | ---- | ---- | ---- | ---- |
| 601  | 572  | 549  | 577  | 544  | 562  | 542  | 494  | 485  |

| 1990 | 1999 | 2006 | 2011 | 2016 | 2021 | 2022 | - | - |
| ---- | ---- | ---- | ---- | ---- | ---- | ---- | - | - |
| 504  | 545  | 613  | 617  | 606  | 608  | 609  | - | - |

Étant située immédiatement dans la sphère de l'influence urbaine de Cognac dont elle n'est distante que de huit kilomètres, elle fait partie de l'aire urbaine de Cognac comme les communes voisines de Chérac et de Brives-sur-Charente. Il s'agit en fait d'une "commune satellite" ou commune monopolarisée proche de l'agglomération urbaine de Cognac.

## Économie

### Agriculture
La viticulture est une ressource économique importante. La commune est située en Petite Champagne, dans la zone d'appellation d'origine contrôlée du cognac.

## Équipements, services et vie locale

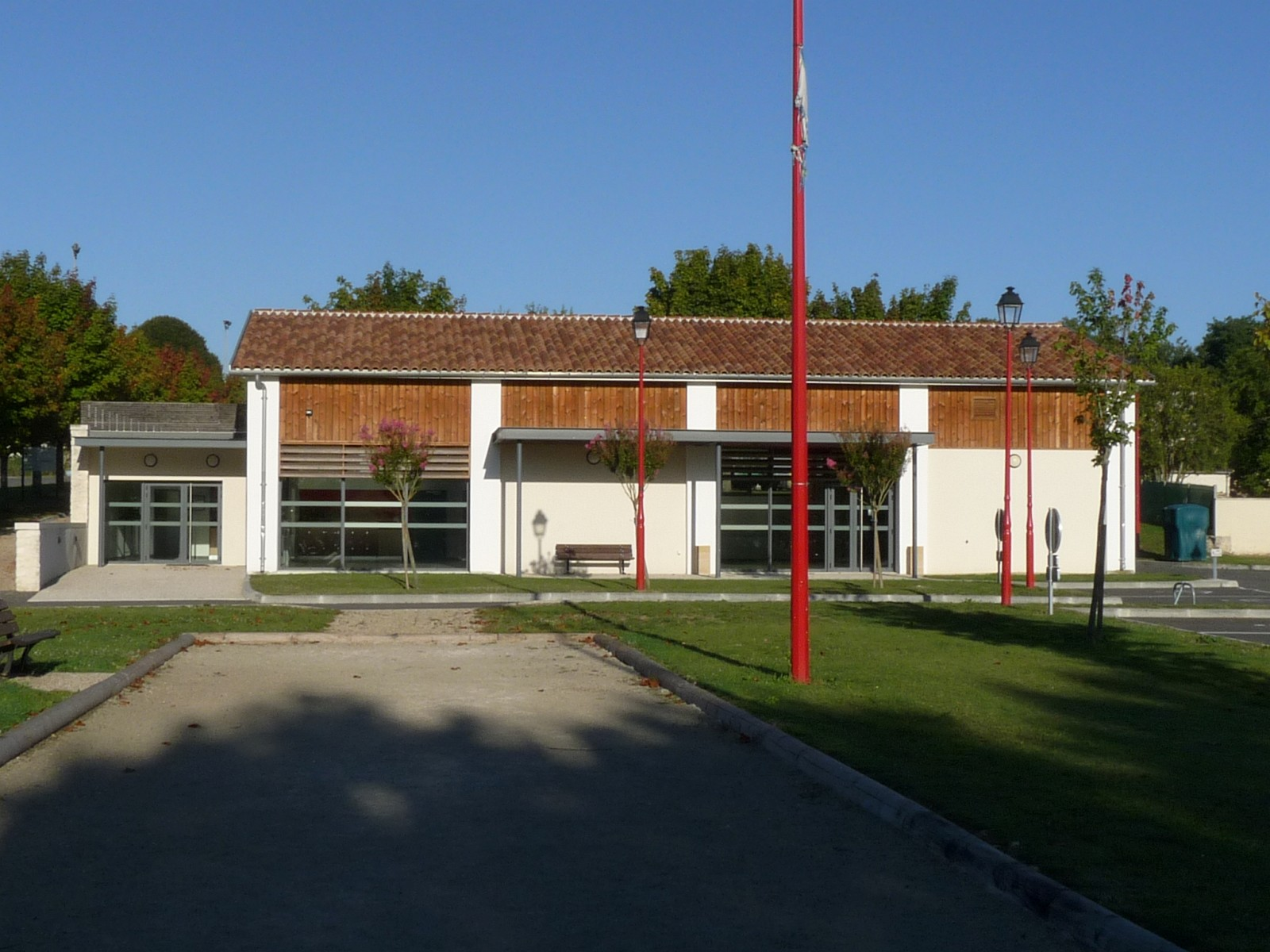
La salle des fêtes

## Lieux et monuments
- Le château de la Garde, inscrit aux monuments historiques depuis 1987, est situé à la sortie orientale du bourg.
- L'église paroissiale Saint-Louis

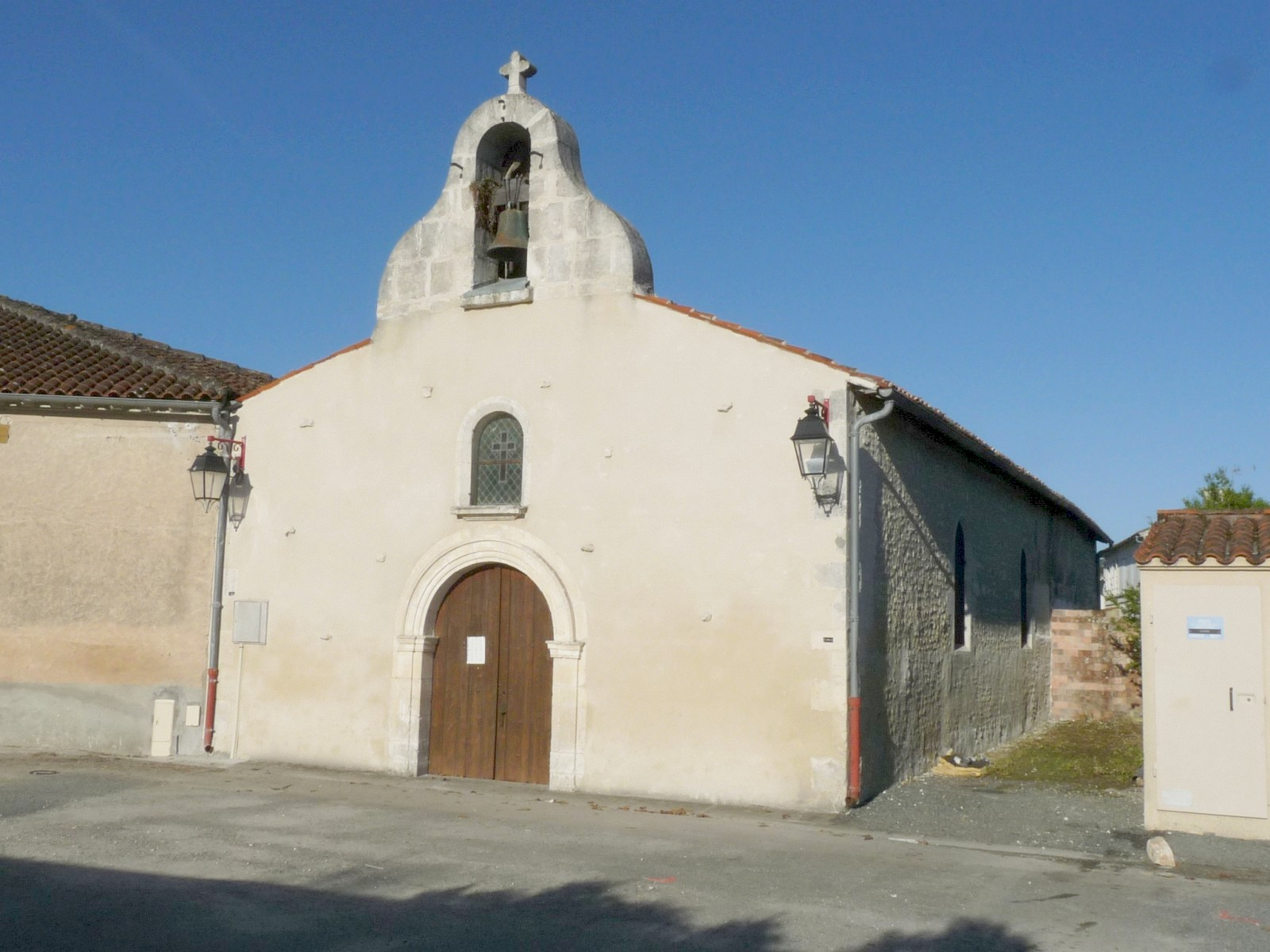
L'église
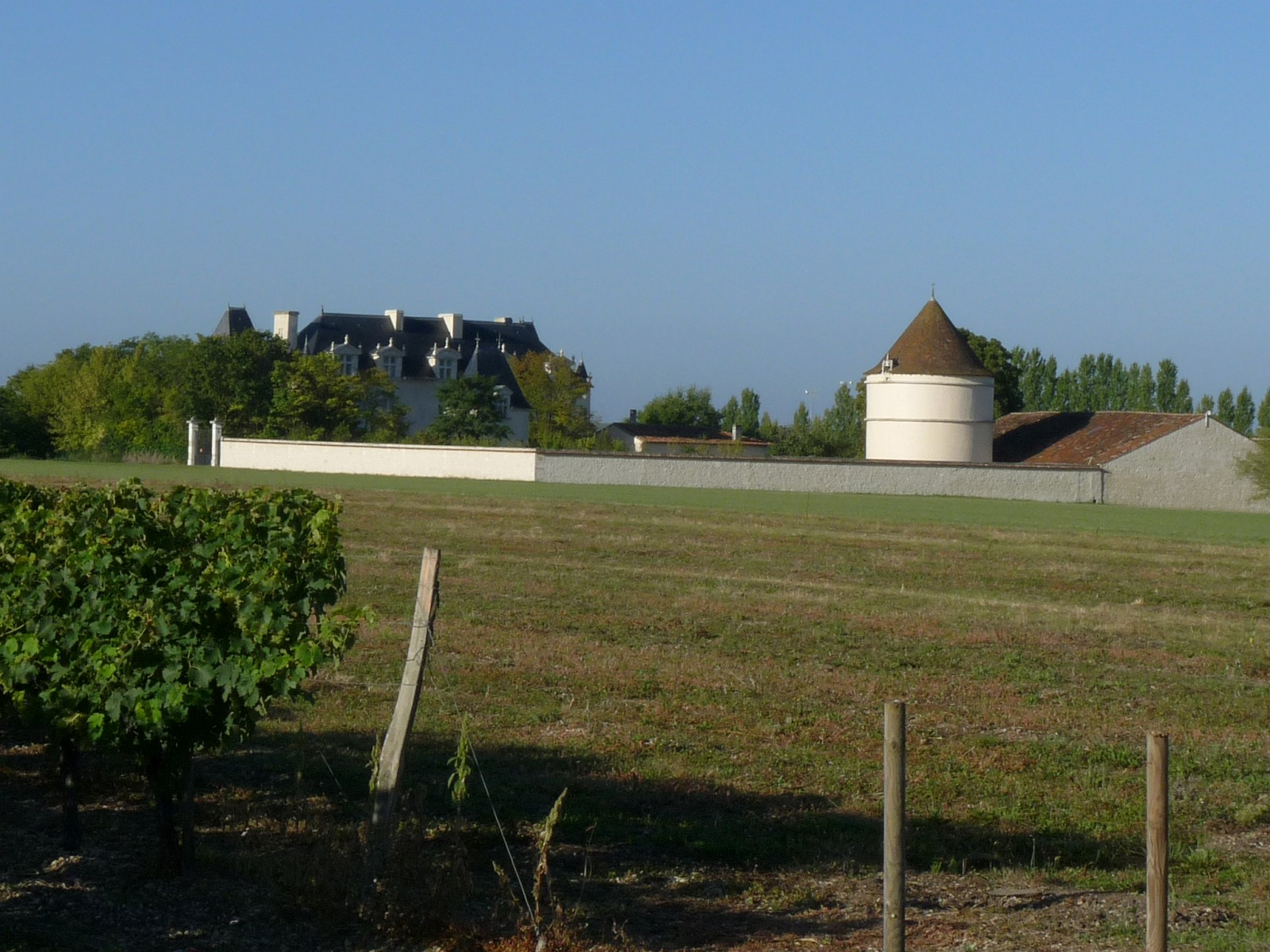
Le château de la Garde
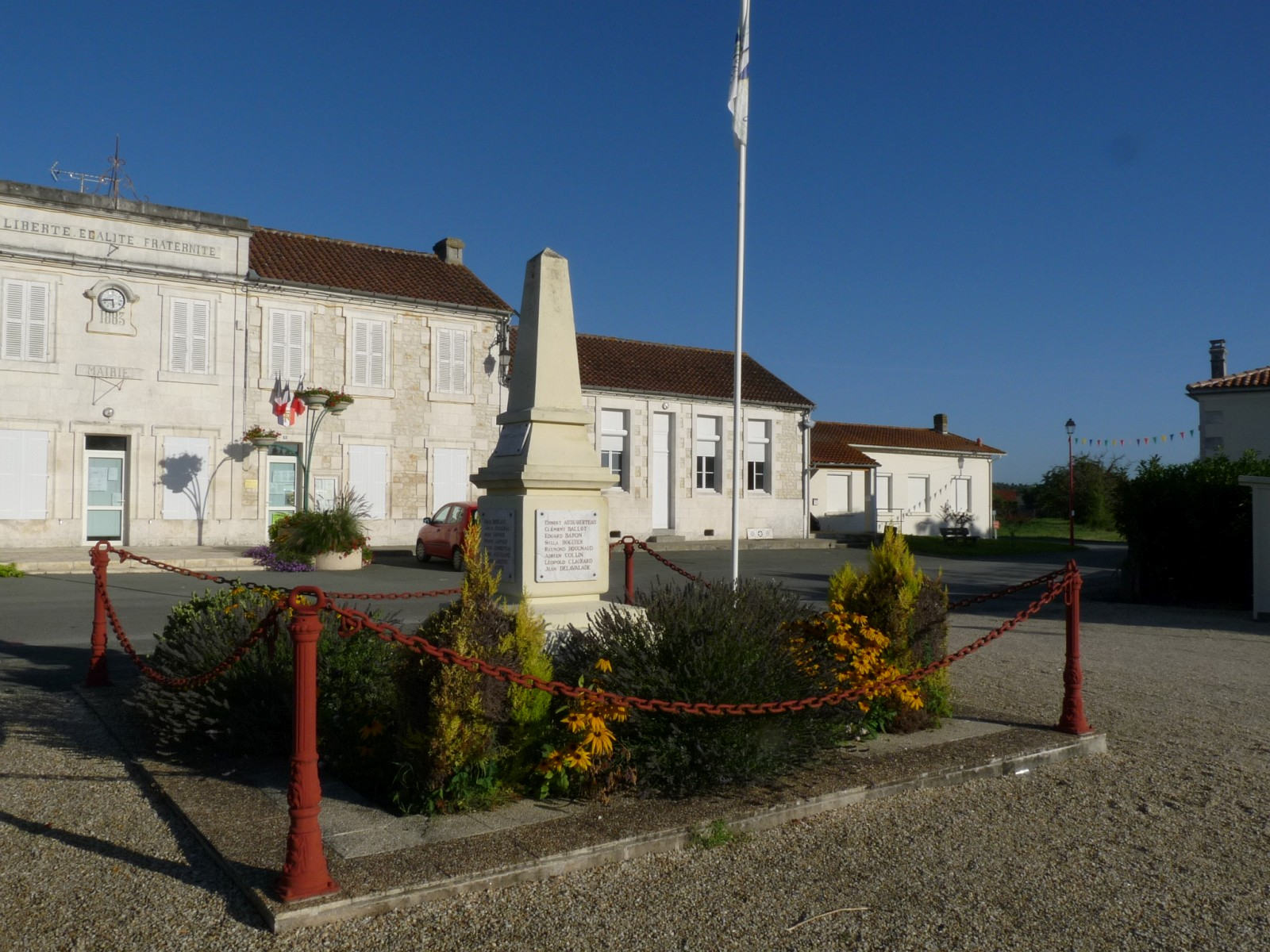
Le monument aux morts